# Peter Charpentier
Peter Charpentier (Rotterdam, 2 november 1924 - aldaar, 19 oktober 2012) was een Nederlands fotograaf, docent, en schrijver van instructieboeken over fotografie en filmtechniek. Van zijn boeken zijn er minstens twee miljoen verkocht. 
Hij wordt omschreven als "de meest gelezen auteur op het gebied van fotografie". Hij verstond de kunst om ingewikkelde zaken eenvoudig uit te leggen.

## Levensloop
Zijn vader, een amateurfotograaf, bracht hem de liefde voor fotografie bij.
In het kader van de Arbeitseinsatz ging hij naar Zuid-Duitsland, waar hij met alpinisme kennismaakte; hij bleef tientallen jaren een beoefenaar daarvan. 
Hij ontsnapte aan het eind van de oorlog naar Zwitserland, waar hij erachter kwam dat fotografie een beroep kan zijn.
Charpentier rondde een driejarige opleiding vakfotografie af aan de Nederlandse Fotovakschool.
Hij vestigde zich uiteindelijk in Rotterdam. 
Charpentier was daar mede-eigenaar en medewerker van een bedrijf waarvoor hij bedrijfsfotografie en industriële fotografie bedreef.
De kwaliteit van de fotografieboeken uit die tijd bracht hem ertoe zelf betere boeken te maken. Dat leidde tot een boekenreeks bij uitgeverij Spectrum, die zeer succesvol was. Uiteindelijk werden twee miljoen boeken van zijn hand verkocht.
Vanaf zijn vijftigste gaf hij les aan een MTS voor Fotografie, en de Koninklijke Academie van Beeldende Kunsten, beide in Den Haag.
Charpentier was getrouwd met Ans Laging. Hij was ridder in de Orde van Oranje-Nassau.